# Бёртон, Майк
Майк(л) Бёртон (англ. Michael Jay «Mike» Burton; род. 3 июля 1947, Де-Мойн) — американский пловец, чемпион и призёр Панамериканских чемпионатов, чемпион летних Олимпийских игр, участник двух Олимпиад, рекордсмен мира.

## Биография
В детстве Бёртон играл в футбол и баскетбол. В 12 лет был сбит грузовиком когда катался на велосипеде. Травма вынудила его в дальнейшем отказаться от контактных видов спорта. Из немногих оставшихся вариантов спортивной активности он выбрал плавание.
Бёртон окончил среднюю школу Эль Камино. Он 10 раз становился чемпионом Ассоциации американских университетов (AAU). Во время учёбы в Калифорнийском университете он пять раз становился чемпионом Национальной ассоциации студенческого спорта (NCAA). Он вошёл в Зал славы лёгкой атлетики Калифорнийского университета в Лос-Анджелесе. На Универсиаде 1967 года в Токио (Япония), он выиграл золотую медаль на дистанции 1500 метров вольным стилем, опередив россиянина Семёна Белиц-Геймана.
На летней Олимпиаде 1968 года в Мехико Бёртон выступал в плавании на 400 и 1500 метров вольным стилем. В первом виде он стал олимпийским чемпионом (4:09,0 с), опередив канадца Ральфа Хаттона (4:11,7 с) и француза Алена Москони (4:13,3 с). На 1500 метрах он также завоевал золото (16:38,9 с). Серебро досталось его соотечественнику Джону Кинселе (16:57,3 с), бронза — автралийцу Грегори Бро (17:04,7 с).
На следующей Олимпиаде в Мюнхене завоевал золотую медаль в плавании на 1500 метров вольным стилем (15:52,58 с). Серебряным призёром стал австралиец Грэм Виндитт (15:58,48 с), бронзовым — другой американец Дуг Нортуэй (16:09,25 с).
Бёртон был знаменосцем команды США на церемонии закрытия Олимпиады 1972 года в Мюнхене. В 1977 году Бёртон был введён в Зал славы мирового плавания.

## Рекорды

### 800 м в/с
- 8:34,3 (3 сентября 1968 года; Лонг-Бич, США);
- 8:28,8 (17 августа 1969 года; Луисвилль, США);

### 1500 м в/с
- 16:41,6 (21 августа 1966 года; Линкольн, США);
- 16:34,1 (13 августа 1967 года; Оук-парк, США);
- 16:08,57 (3 сентября 1968 года; Лонг-Бич, США);
- 16:04,5 (17 августа 1969 года; Луисвилль, США);
- 15:52,58 (4 сентября 1972 года; Мюнхен, ФРГ).